# Żmijowiec babkowaty

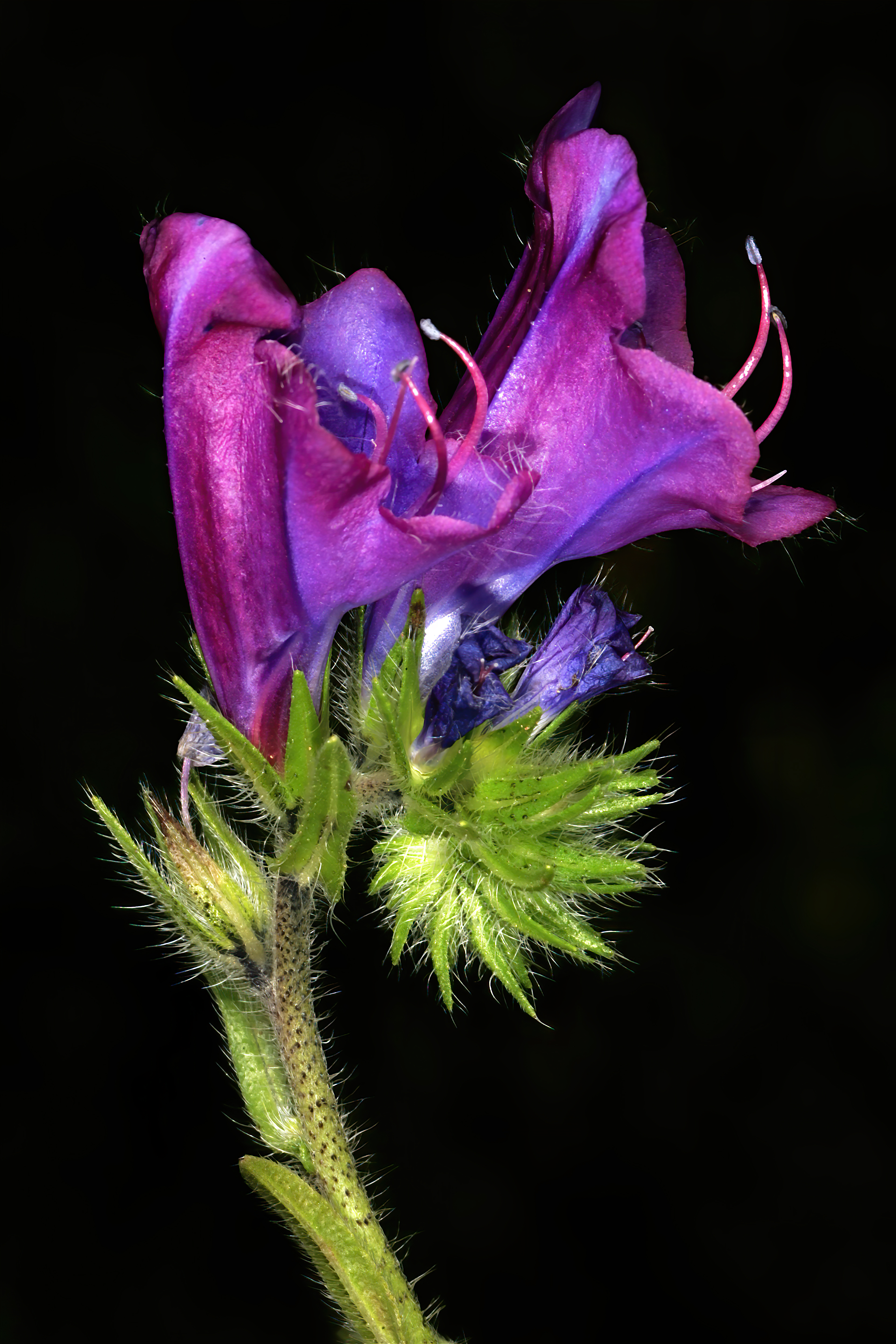
Kwiaty

Żmijowiec babkowaty (Echium plantagineum L.) – gatunek rośliny z rodziny ogórecznikowatych. Występuje w basenie Morza Śródziemnego – w południowej i zachodniej Europie, na wyspach Makaronezji i w północnej Afryce, w zachodniej Azji – w Azji Mniejszej i w rejonie Kaukazu. Został poza tym jednak szeroko rozprzestrzeniony i w wielu obszarach występuje bardzo obficie jako gatunek inwazyjny, zwłaszcza w Australii, ale także w zachodniej części USA, w południowej części Ameryki Południowej, w południowej i wschodniej Afryce, na Nowej Zelandii, zawlekany jest także do krajów Europy Środkowej. W Polsce gatunek notowany jest rzadko, ma status efemerofita. 
Występuje w miejscach kamienistych i piaszczystych, na przydrożach i nieużytkach, na ekstensywnie użytkowanych pastwiskach, w uprawach polowych i sadach.
Korzenie tego gatunku wykorzystywane były do wyrobu fioletowego barwnika. Uprawiany jest na potrzeby przemysłu zielarskiego (z nasion wyrabia się olej zasobny w kwasy tłuszczowe omega-3). Bywa też sadzony jako roślina ozdobna.

## Morfologia

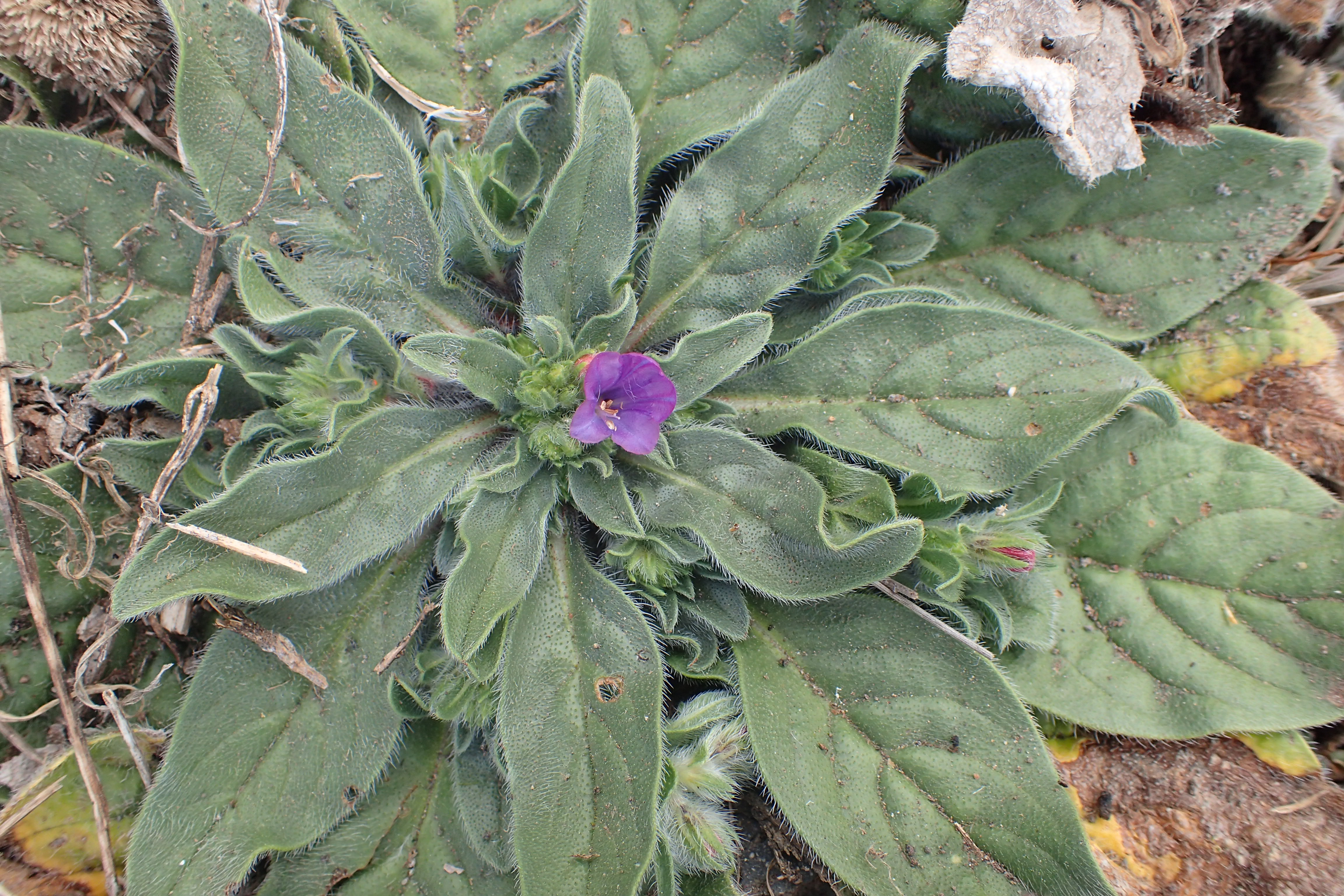
Rozeta liści odziomkowych

PokrójRoślina zielna o zmiennym pokroju: łodygi ma prosto wzniesione lub rozpościerające się, osiągające do 60 cm długości (rzadko nawet do 100 cm). Łodyga jest pojedyncza lub jest ich kilka, jest kanciasta, pokryta włoskami miękkimi, długimi i odstającymi.
LiściePoczątkowo rozwijają się liście formujące różyczkę przyziemną, które są jajowate, ogonkowe i z licznymi wiązkami przewodzącymi (poza centralną wyraźne, łukowate żyłki wtórne). Liście odziomkowe osiągać mogą do 14 cm długości. Liście łodygowe podługowatolancetowate, z sercowatą nasadą obejmująca łodygę.
KwiatyZebrane w kwiatostany typu skrętek wyrastające w kątach liści. Działki kielicha długości 7–10 mm w czasie kwitnienia (w czasie owocowania wydłużają się do 15 mm), działki równowąskie. Korona najpierw purpurowa, później niebieska lub fioletowa, o szerokolejkowatym kształcie i długości 18–30 mm. Z korony wystaje zwykle tylko para dłuższych pręcików.
OwoceRozłupki silnie brodawkowate, osiągające do 2–3 mm długości.
Gatunki podobneMoże mylić się ze żmijowcem zwyczajnym, który różni się wystającymi z korony czterema pręcikami (nie dwoma) i zaokrągloną, a nie sercowatą nasadą górnych liści łodygowych.

## Biologia
Roślina jednoroczna i dwuletnia. W klimacie śródziemnomorskim kwitnie od lutego do czerwca. W uprawie termin kwitnienia zależy od terminu wysiewu, w Europie Środkowej kwitnie zwykle od maja do czerwca, ale może przedłużać kwitnienie też do października.

## Taksonomia
Synonimy nazwy naukowej
- Echium alonsoi Sennen & Mauricio
- Echium bonariense Poir.
- Echium creticum subsp. plantagineum (L.) Malag.
- Echium longistamineum Pourr. ex Lapeyr.
- Echium lycopsis L.
- Echium murale Hill
- Echium orientale Stephan
- Echium plantaginifolium L. ex Moris
- Echium plantaginoides Roem. & Schult.
- Echium pseudoviolaceum Schur
- Echium sennenii Pau
- Echium violaceum L.

Homonim
- Echium plantagineum Kunze =  Echium creticum L.[14]